# Микола Жолкевський (староста)
Микола Жолкевський гербу Любич (? — ?) — галицький шляхтич, військовик та урядник Республіки Обох Націй (Речі Посполитої).

## Життєпис
За відомостями Бартоша Папроцького його батько Микола Жолкевський був белзьким воєводою. 
Здобув добру освіту. Військовик, разом із братом Станіславом брав участь у збройних кампаніях, сутичках (зокрема, під Гданськом, на Московії; особливо під Соколею, коли, вислані великим гетьманом коронним Миколаєм Мелецьким, стримували натиск переважаючих сил московитів до підходу основних загонів коронного війська). 
Посідав уряд медицького старости. 
Загинув у сутичці з волохами. Про нащадків не відомо.